# Эпидавр Иллирийский
Эпида́вр Иллири́йский (др.-греч. Ἐπίδαυρος, лат. Epidaurum или Epitaurum) — древнегреческая колония в Далмации на территории современной Хорватии.

## История
Эпидавр Иллирийский основан примерно в VI веке до н. э. выходцами из Эпидавра на Пелопоннесе. В римскую эпоху в 228 году до н. э. название города сменили на латинизированное, и оно было известно как Эпидаурум или Эпитаурум. В ходе гражданской войны в Древнем Риме в 47 году до н. э. Марк Октавий осадил город, но был разбит флотом Публия Ватиния, прибывшем из Бриндизи, в морской битве у острова Таврида, ныне Шчедро.
Разрушен  в результате опускания земли на дно бухты Тихой в 360-е годы. Иероним Стридонский в «Житии Илариона Великого» описывает мощное землетрясение и наводнение 363 года в Эпидавре. Окончательно разрушили Эпидавр авары и славянские захватчики около 615 года. Беженцы из Эпидавра переселились в Рагузу — нынешний город Дубровник.
Известно, что иллирийцы называли город Заптал. В средние века на территории древнего разрушенного Эпидавра возник город Цавтат, который существует по сей день. Несколько археологических участков ранней римской эпохи в Цавтате охраняются государством, продолжаются раскопки.